# Lasaia meris
Lasaia meris är en fjärilsart som beskrevs av Pieter Cramer 1781. Lasaia meris ingår i släktet Lasaia och familjen Riodinidae. Inga underarter finns listade i Catalogue of Life.

## Bildgalleri

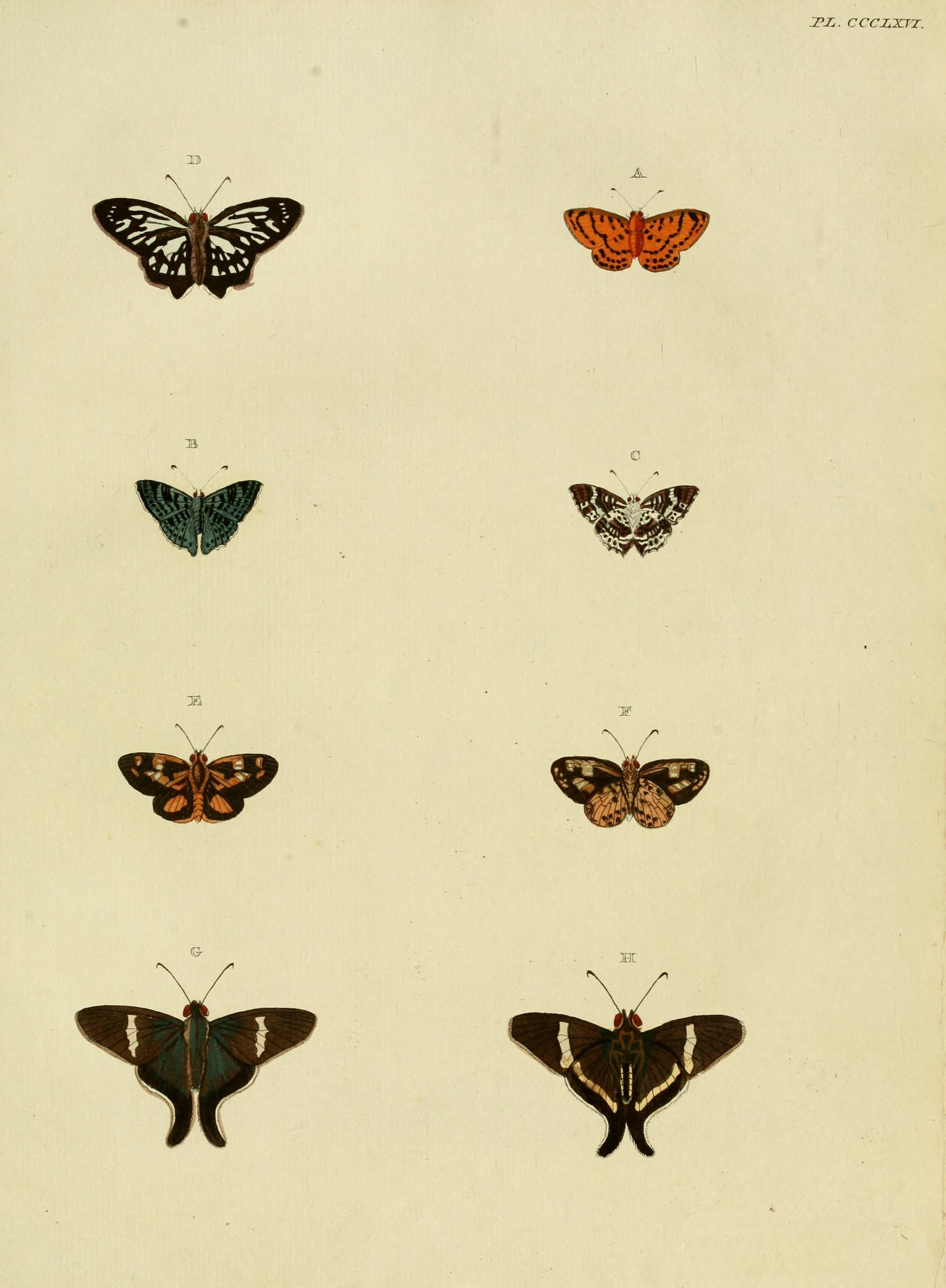